# ذي امقري (المضاربة والعارة)

تعديل مصدري - تعديل

ذي امقري هي إحدى قرى عزلة المضاربة بمديرية المضاربة والعارة التابعة لمحافظة لحج، بلغ تعداد سكانها 41 نسمة حسب تعداد اليمن لعام 2004.